# Parabalaenoptera baulinensis
La parabalenottera (Parabalaenoptera baulinensis) è un cetaceo estinto, vissuto nel Miocene superiore (circa 6 milioni di anni fa). I suoi resti fossili sono stati ritrovati in Nordamerica (California).

## Descrizione
Questo animale era molto simile alle odierne balenottere, e come queste possedeva un largo rostro che conferiva alla testa dell'animale un aspetto ampio. La lunghezza doveva essere simile a quella dell'odierna balena grigia (circa 10 - 15 metri), ma l'aspetto doveva ricordare maggiormente quello della balenottera comune. Il cranio doveva però essere più slanciato rispetto alle forme attuali. Una caratteristica unica di Parabalaenoptera era data dal rigonfiamento e dall'elevazione della parte laterale dell'osso parietale, che superava in altezza i frontali.

## Classificazione
Parabalaenoptera è nota per i resti di uno scheletro rinvenuto nella Santa Cruz Mudstone a Bolinas Point (Penisola di Point Reyes, California), in terreni ritenuti del Miocene sommitale. Lo scheletro include il cranio, le mandibole, vertebre dorsali e cervicali, ossa delle zampe e costole. Descritto per la prima volta nel 1997, questo animale è stato attribuito alla famiglia dei balenotteridi a causa di alcune caratteristiche condivise con le forme attuali (come l'improvvisa separazione tra la regione intertemporale e il processo sopraorbitale). Altre caratteristiche, tuttavia, indicano che questa balena non può essere assegnata a nessuna delle due sottofamiglie attuali (Megapterinae e Balaenopterinae): la presenza di ossa nasali molto strette e allungate, in particolare, richiama addirittura i misticeti arcaici come Cetotherium e Aglaocetus dell'Oligocene e del Miocene inferiore. Parabalaenoptera è quindi inclusa in una sottofamiglia a sé stante (Parabalaenopterinae), di cui fa parte anche Plesiobalaenoptera, ritrovata in Italia.